# 2000 Years – The Millennium Concert
2000 Years – The Millennium Concert ist das dritte Livealbum des US-amerikanischen Musikers Billy Joel.

## Hintergrund
Aufgenommen wurde das Album am Silvesterabend 1999 im Madison Square Garden in New York City. 2000 Years – The Millennium Concert ist das erste Livealbum Joels, bei dem einige Stücke in eine tiefere Tonart transponiert wurden, um Joels im Laufe der Jahre tiefer gewordener Stimme entgegenzukommen. So singt Joel beispielsweise „I Go To Extremes“, „I've Loved These Days“, „Goodnight Saigon“ und „Only The Good Die Young“ in B-Dur anstatt wie in früheren Versionen in C-Dur.
Einige Versionen des Albums, die außerhalb der Vereinigten Staaten veröffentlicht wurden, enthalten zusätzlich den Bonustitel „This Is The Time“. Auf der japanischen Veröffentlichung ist zudem „Just the Way You Are“ enthalten.

## Titelliste
| CD 1 1. Beethoven's Ninth Symphony (Beethoven) – 1:43 2. Big Shot (Joel) – 4:55 3. Movin' Out (Anthony's Song) (Joel) – 5:23 4. Summer, Highland Falls (Joel) – 5:29 5. The Ballad of Billy the Kid (Joel) – 6:52 6. Don't Ask Me Why (Joel) – 4:49 7. New York State of Mind (Joel) – 8:29 8. I've Loved These Days (Joel) – 4:30 9. My Life (Joel) – 5:47 10. Allentown (Joel) – 4:48 11. Prelude/Angry Young Man (Joel) – 5:23 12. Only the Good Die Young (Joel) – 3:49 | CD 2 1. I Go to Extremes (Joel) – 5:01 2. Goodnight Saigon (Joel) – 7:28 3. We Didn’t Start the Fire (Joel) – 5:21 4. Big Man on Mulberry Street (Joel) – 5:29 5. 2000 Years (Joel) – 6:02 6. Auld Lang Syne (Burns/Traditionell) – 1:44 7. The River of Dreams (Joel) – 5:54 8. Scenes from an Italian Restaurant (Joel) – 8:05 9. Dance to the Music (Stewart) – 3:17 10. Honky Tonk Women (Jagger/Richards) – 3:17 11. It's Still Rock and Roll to Me (Joel) – 4:08 12. You May Be Right (Joel) – 6:07 13. This Night (Beethoven/Joel) – 4:49 |